# علیرضا رمضانی (بازیکن فوتبال، زاده ۱۳۷۲)
علیرضا رمضانی (متولد ۱۳ خرداد ۱۳۷۲) بازیکن فوتبال اهل ایران است.

## باشگاه‌های حرفه‌ای

### ستارگان پایتخت
او  بعد از بازی در تیم شهر خود  به تیم ستارگان پایتخت در لیگ دوم استانی تهران پیوست. او در این باره می‌گوید: 
| « | حقوقی از تیم نمی‌گرفتیم و مجبور بودیم در کنار فوتبال، شب‌ها کار کنیم. بعضی شب‌ها گرسنه می‌خوابیدم. پول نداشتم غذا بخورم. نه می‌خواهم مظلوم‌نمایی کنم، نه چیز دیگری. این موضوعی است که ممکن است برای هر کس دیگری هم پیش بیاید. | » |

### مقاومت تهران
او سپس برای خدمت سربازی در سال ۲۰۱۱ به تیم مقاوت تهران رفت و سه فصل در آنجا بازی کرد.

### نفت و گاز گچساران
در زمستان ۲۰۱۳ علیرضا به باشگاه فوتبال نفت و گاز گچساران پیوست و اولین بازی خود برای این تیم را در فصل ۱۴–۲۰۱۳ انجام داد.

### استقلال تهران
او پس از نیم فصل بازی کردن در تیم نفت و گاز گچساران در تابستان ۲۰۱۴ به باشگاه فوتبال استقلال تهران پیوست. به گفته خودش قراردادش ۳۰میلیون تومان است. او در تاریخ ۸ تیر ۱۳۹۳ به‌طور رسمی و با قراردادی سه ساله به این باشگاه ملحق شد.

وی در مرحله یک شانزدهم نهایی جام حذفی فوتبال ایران ۹۴–۱۳۹۳ مقابل باشگاه فوتبال فولاد نوین خوزستان به عنوان بازیکن تعویضی وارد زمین شد و در دقیقه ۱۰۸ توانست با گل‌زنی خود موجب صعود استقلال تهران شود.

رمضانی در هفته سیزدهم لیگ برتر فوتبال ایران ۹۴–۱۳۹۳ در بازی مقابل صبای قم در دقیقه ۵۸ به‌جای میلاد فخرالدینی وارد زمین شد و در دقیقه ۶۸ با مصدومیت جدی مواجه شد و جای خود را به پژمان نوری داد.چند روز بعد اعلام شد رباط صلیبی و مینیسک داخلی پای چپ او دچار آسیب دیدگی شده‌است. این مصدومیت موجب شد تا رمضانی نتواند تا پایان فصل به میدان‌ها برگردد.

## آمار باشگاه‌های حرفه‌ای
| عملکرد باشگاهی | عملکرد باشگاهی | عملکرد باشگاهی        | لیگ  | لیگ | حذفی     | حذفی     | قاره‌ای | قاره‌ای | مجموع | مجموع |
| فصل            | باشگاه         | لیگ                   | بازی | گل  | بازی     | گل       | بازی   | گل     | بازی  | گل    |
| ایران          | ایران          | ایران                 | لیگ  | لیگ | جام حذفی | جام حذفی | آسیا   | آسیا   | مجموع | مجموع |
| -------------- | -------------- | --------------------- | ---- | --- | -------- | -------- | ------ | ------ | ----- | ----- |
| ۹۴–۱۳۹۳        | استقلال تهران  | لیگ برتر فوتبال ایران | ۱۲   | ۰   | ۲        | ۱        | ۰      | ۰      | ۱۴    | ۱     |
| آمار کلی       | آمار کلی       | آمار کلی              | ۱۲   | ۰   | ۲        | ۱        | ۰      | ۰      | ۱۴    | ۱     |

## سابقه ملی

### تیم ملی جوانان
وی در بین سالهای ۲۰۱۱ تا ۲۰۱۳ عضو تیم ملی فوتبال جوانان ایران بود و طی این مدت ۱۳ بازی نیز برای این تیم انجام داد؛ و دو گل برای تیم ملی نوجوانان به ثمر رساند.

### تیم ملی امید
وی بعد از مسابقات آسیایی ۲۰۱۴ توسط نلو وینگادا برای مقدماتی المپیک ۲۰۱۶ به تیم ملی فوتبال امید ایران دعوت شد.